# (357) Ninina
(357) Ninina est un astéroïde de la ceinture principale découvert par Auguste Charlois le 11 février 1893.